# Chrysolina obscurella
Chrysolina obscurella es un coleóptero de la familia Chrysomelidae.
Fue descrita científicamente en 1851 por Suffrian.